# 圣巴尔托洛梅德科尔内哈
圣巴尔托洛梅德科尔内哈，是西班牙卡斯蒂利亚-莱昂阿维拉省的一个市镇。总面积7平方公里，总人口94人（2001年），人口密度13人/平方公里。